# خليل خالد بك
خليل خالد بك أو خليل أحمد رافي أفندي (بـِ اللغة التركية Halil Halid) (وُلِدَ في عام 1869 م في أنقرة، وتوفي عام 1931 في إسطنبول) هو رجل دولة عثماني، وكاتب وصحفي وهو من أحفاد الشيخ الديني والسياسي في القرن التاسع عشر مصطفى روحي أفندي 

## حياته
ولد في مدينة أنقرة في العاصمة التركية عام 1869، فهو أحد أحفاد الشيخ الشركسي والزعيم الديني السياسي في القرن 19 مصطفى روحي أفندي
وكان قد استقرّ جدُّه عثمان وهبي أفندي في أنقرة بناءً على طلب والده الشيخ حلاوة أفندي، وتلقّى والد خليل بك مصطفى أفندي تعليمه في مدينة أنقرة ودرس في مدارسها 
وأصبح جدُّ خليل خالد عثمان وهبي أفندي من العلماء المعروفين في أنقرة في زمن السلطان محمود الثاني،وبعدها قام السلطان محمود الثاني خلال حفلٍ تكريمي بالتبرّع بالأرض التي درس فيها الشيخ عثمان
أكمل خليل خالد تعليمه في مدينة أنقرة، وكان يعيش عند عمّه أحمد توفيق أفندي، وبعد خمس سنوات من التعليم في مدرسة آيا صوفيا الصغيرة، قام بدراسة الحقوق في أشهر المؤسسات التعليمية المعروفة في عصرهِ آنذاك، وبعدها بدأ العمل في مكتبة أبو ضياء محمد توفيق بك،وكان خليل بك يحلم بالدراسة في بريطانيا، وخلال سنوات عمله اجتمع مع مراسل صحيفة التايمز البريطانية وكان قد ساعده في الحصول على منحة تعليمية من جامعة كامبريدج 
وكان يحظى باهتمام السلطان الخليفة عبد الحميد الثاني وكان مقرَّبًا منه

## سفره إلى بريطانيا
في 22 أبريل 1894، وبمساعدة صديقه الإنجليزي الصحفي الذي كان يعمل في صحيفة التايمز، غادر خليل بك إسطنبول عن طريق سفينة شحن من روسيا إلى المملكة المتحدة
وبعد أن وصل إلى المملكة المتحدة عام 1903 وحصل على المنحة في جامعة كامبريدج، ونشر أول كتاب له بعنوان «أيام التركي» وهو كتاب متخصّص في أدب الرحلات باللغة الإنكليزية 

## محاضر في جامعة كامبريدج
في عام 1897م دخل خليل خالد كلية التدريس في جامعة كامبريدج، وبعد ذلك في عام 1902م حصل على شهادة الماجستير في الفنون تقديرًا لخدماته في الجامعة، وهكذا يكون خليل خالد أول مواطن عُثماني يحصل على ماجستير من جامعة كامبريدج، وبدأ العمل في منصب محاضر في الجامعة من عام 1902م إلى أن عاد إلى وطنه عام 1911م، وخلال هذه الأعوام كان عضوًا في الجمعية الملكية الآسيوية البريطانية

## مؤلفاته
- أيام التركي عام 1903 نشره المستشرق الأسكتلندي إلياس جيبِّ [6]
- دراسة في اللغة الإنكليزية تم نشره عام 1904 [7]
- الهلال ضدّ الصليب تم نشره عام 1907 [8]
- من المذكرات الجزائرية تم نشره عام 1906 [9]
- العرب والأتراك تمّ نشره في القاهرة عام 1912 [10][11][12]

## وفاته
كان يُعاني قبل عام من وفاته من الإلتهاب الرئوي المزمن، ومع تفاقم المرض واشتداده عليه في الأشهر الأخيرة يحضر ابن صديقه سعيد حليم باشا من القاهرة ومع ذلك الأمر اشتدد مرضه الأخير عليه، وبعد أن ذهبوا به إلى المشفى وبعد مدّة توفي
وبناءً على طلبه أحضروا أطباءه من إسطنبول وبعدها بيومٍ توفي وتم نقله إليها عن طريق البحر ودفن في مقبرة العائلة في مقبرة مركز أفندي 